# Sörsjön (Fors socken, Jämtland)
Sörsjön är en sjö i Ragunda kommun i Jämtland och ingår i Indalsälvens huvudavrinningsområde. Sjön har en area på 0,717 kvadratkilometer och ligger 258 meter över havet. Sjön avvattnas av vattendraget Järån (Sörån).

## Delavrinningsområde
Sörsjön ingår i det delavrinningsområde (699486-154034) som SMHI kallar för Utloppet av Sörsjön. Medelhöjden är 270 meter över havet och ytan är 3,59 kvadratkilometer. Räknas de 3 avrinningsområdena uppströms in blir den ackumulerade arean 33,66 kvadratkilometer. Järån (Sörån) som avvattnar avrinningsområdet har biflödesordning 2, vilket innebär att vattnet flödar genom totalt 2 vattendrag innan det når havet efter 102 kilometer. Avrinningsområdet består mestadels av skog (54 procent). Avrinningsområdet har 0,67 kvadratkilometer vattenytor vilket ger det en sjöprocent på 18,7 procent.